# Робертсон (ЮАР)

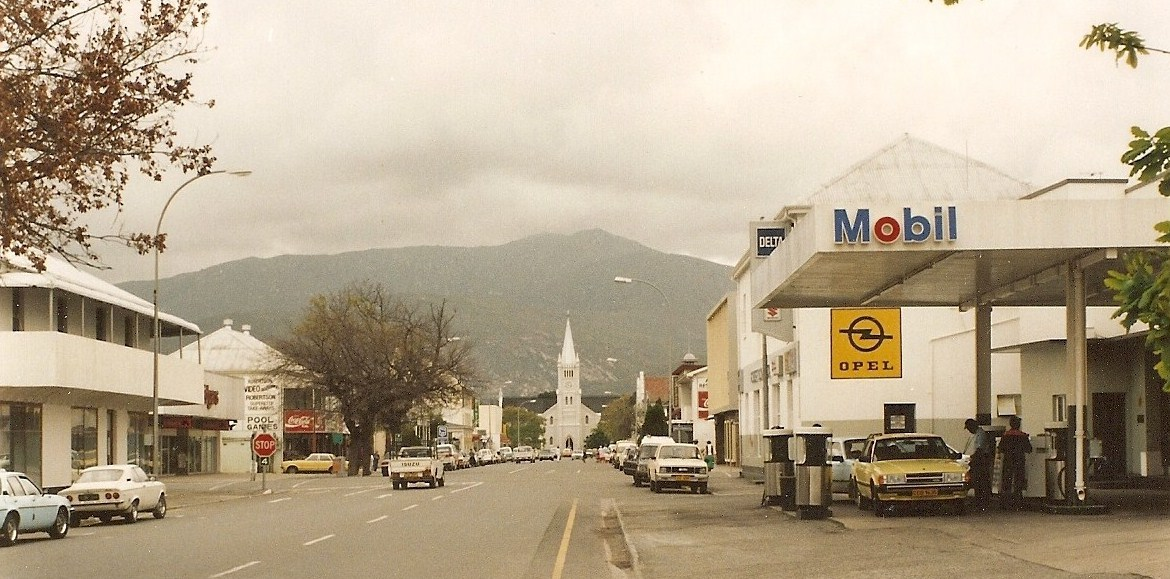
Вид на церковь в центре г. Робертсон

Робертсон (англ. Robertson) — город в Западной Капской провинции ЮАР.
Число жителей составляет около 25 700 человек (перепись 2001 года).
Город основан в 1853 г. Расположен в одноименной долине, где находятся винодельческие хозяйства и розовые дендрарии. До начала Первой мировой войны здесь было распространено разведение страусов.
Основным источником доходов города, помимо виноделия, является туризм.